# 4179 Toutatis

Imagem de Toutatis capturada durante o sobrevoo da sonda Chang'e 2.

Toutatis é um asteroide NEO (near earth object), que em 24 de setembro de 2004 fez sua trajetória mais próxima à Terra desde 1353. Seu período orbital é de 4 anos, Toutatis faz aproximações extremamente próximas à Terra com a menor distância até o presente de 0,006 UA. Em 24 de setembro de 2004 a distância foi de 0,0104 UA - apenas um milhão e setecentos mil quilômetros, ou cerca de 4 vezes a distância até à Lua, sendo uma boa oportunidade de observação.

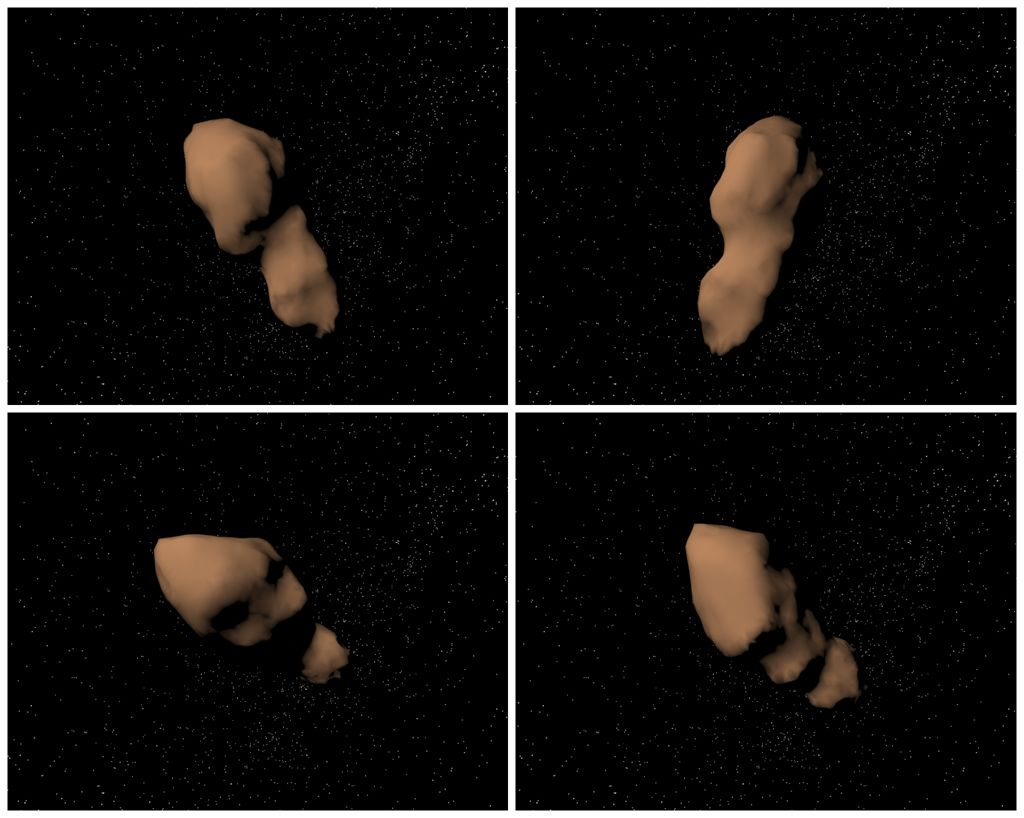
Modelo computacional de diferentes faces do Toutatis

Esta distância é, segundo os padrões cósmicos, extremamente próxima para um objecto que pode causar devastação global. A NASA calculou que Toutatis não esteve tão próximo desde 1353 e só estará de novo em 2562. Não é conhecido nenhum asteroide destas dimensões que se tenha aproximado tanto no passado. Embora o seguimento preciso dos asteroides seja recente, ainda existe margens para erro. Toutatis tem cerca de 4,6 km de comprimento e 2,4 de largura.
A órbita de Toutatis é conhecida com mais precisão do que a de qualquer outro grande asteroide que se sabe atravessar a órbita da Terra. A viagem de 4 anos de Toutatis à volta do Sol varia entre o percurso da Terra e a cintura de asteroides entre Marte e Júpiter. O asteroide aproxima-se da Terra de 4 em 4 anos.
Vários asteroides de menores dimensões passaram mais perto, bem dentro da órbita da Lua. Outros asteroides ou cometas do tamanho de Toutatis com certeza já passaram por perto, mas só recentemente se começou a seguir estes objectos. Ao longo da história, alguns asteroides e cometas colidiram com o planeta, de facto, um objecto com o tamanho de Marte poderá ter colido, segundo alguns cientistas, com a Terra quando o planeta era muito jovem, criando a Lua. Mas hoje em dia a probabilidade de uma colisão desta envergadura voltar a acontecer novamente é extremamente baixa. Existe hoje em dia uma busca de todos os objectos que possam ameaçar a Terra no futuro de forma a se poder evitar o impacto anos antes de este poder vir a acontecer.
Segundo o site Space.com, o impacto do asteroide Toutatis com a Terra causaria danos catastróficos e provavelmente alteraria o clima do planeta por muitos anos.
O asteroide Toutatis, oficialmente numerado 4179, foi descoberto por Christian Pollas, um astrónomo francês em 1989. Os cientistas não podem descartar a hipótese de Toutatis no futuro poder vir a entrar em rota de colisão com a Terra, por isso está oficialmente categorizado como um asteroide potencialmente perigoso. A NASA diz que não irá colidir pelo menos nos próximos 600 anos.
Foi assim nomeado em honra de Teutates, o deus na mitologia céltica protector da tribo.